# Семп (Свентокшиське воєводство)
Семп (пол. Sęp) — село в Польщі, у гміні Радошиці Конецького повіту Свентокшиського воєводства.
Населення — 59 осіб (2011).
У 1975-1998 роках село належало до Келецького воєводства.

## Демографія
Демографічна структура на день 31 березня 2011 року:
|          | Загалом | Допрацездатний вік | Працездатний вік | Постпрацездатний вік |
| -------- | ------- | ------------------ | ---------------- | -------------------- |
| Чоловіки | 33      | 4                  | 22               | 7                    |
| Жінки    | 26      | 3                  | 15               | 8                    |
| Разом    | 59      | 7                  | 37               | 15                   |